# ラングル
ラングル （Langres）は、フランス、グラン・テスト地域圏、オート＝マルヌ県のコミューン。ガロ＝ローマ時代より継続的に使われてきた要塞の町である。城壁内に町があることから別名『北のカルカッソンヌ』（Le Carcassonne du Nord）と呼ばれる。

## 地理
ラングル高原に位置する。高原はパリ盆地へ流れていくマルヌ川の水源が近く、ソーヌ川谷を持つ。

## 歴史

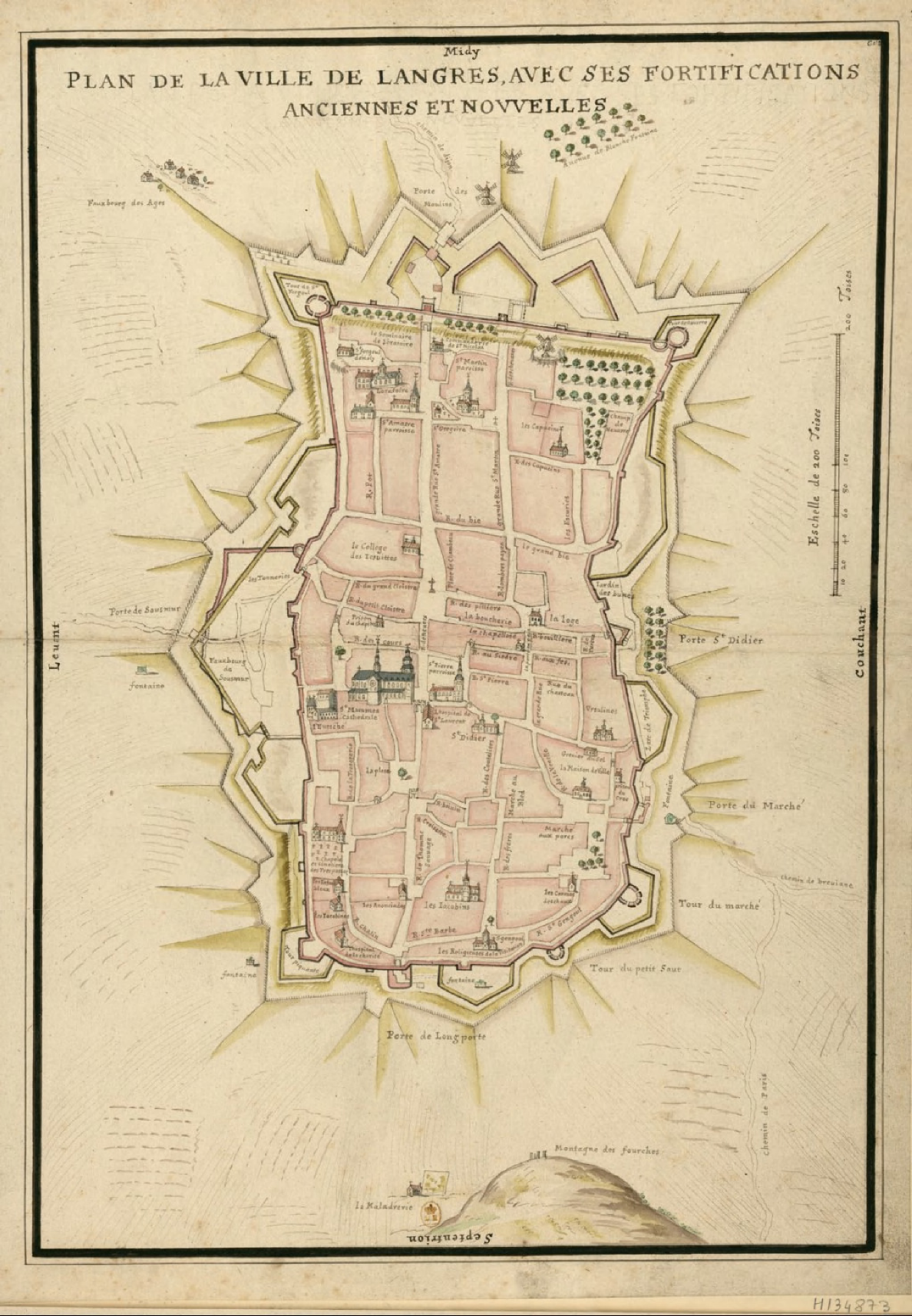
ラングルの古い地図

ガリア最古のケルト人の一部族、リンゴン族は重要である。彼らはローマと同盟を結び、ガイウス・ユリウス・カエサルのガリア征服後もこの地にとどまった。ラングルはこのリンゴン族の首都であり、Andemantunnumと呼ばれた。
外からの侵略の恐れが少なくなった中世、ラングルは司教座の権力を背景に繁栄した。ラングル司教はブルゴーニュ、シャンパーニュ、フランシュ＝コンテにまで影響を及ぼす存在であった。カール大帝時代、幾人かのラングル司教は皇帝特使を務めた。9世紀に司教は独自に硬貨を鋳造する権利を得た。927年には、都市の軍事総督の任命権をも獲得していた。ラングル司教領は12世紀に公爵位を授けられ、司教たちはフランス貴族となった。
14世紀、15世紀の困難な時代にラングルの町の防衛が強化された。次第にラングルはフランス王の後見下に入った。
中世ラングルの重要な機能は司教座であり、リール＝リヨン間の貿易であった。特に産業は都市の中と城外で発展した。しかしラングルは華やかな経済繁栄を経験したことがなく、人口はピーク時でも9000人程度であった。最も近い位置にある競争相手であったショーモンは、地理的には県の中央から遠いがオート＝マルヌの県都となり、人口もラングルを追い抜いた。
ルネサンス期にラングルは再び輝きを取り戻した。現在も残る優れた教会建築、軍事設備、コミューン施設はこの時代に建てられている。シャルル9世は、宮廷ごと国内を巡幸した1564年から1566年の間、ラングルにも立ち寄っている。同行したのは王弟アンジュー公（のちのアンリ3世）、ブルボン枢機卿、そしてロレーヌ枢機卿であった。
19世紀、ヴォーバンが設計したラングルのシタデルが拡張され強化された。普仏戦争中の1870年にはプロイセン軍を回避させている。
1887年、国内初のラック式鉄道がラングルで開通した。

## 出身者
- ドニ・ディドロ

## みどころ
- サン・マンメス聖堂 - 12世紀。ロマネスク様式とゴシック様式の混合。ラングル司教座がある。
- ナヴァール・エ・ドルヴァル塔 - フランソワ1世が命じて建設。

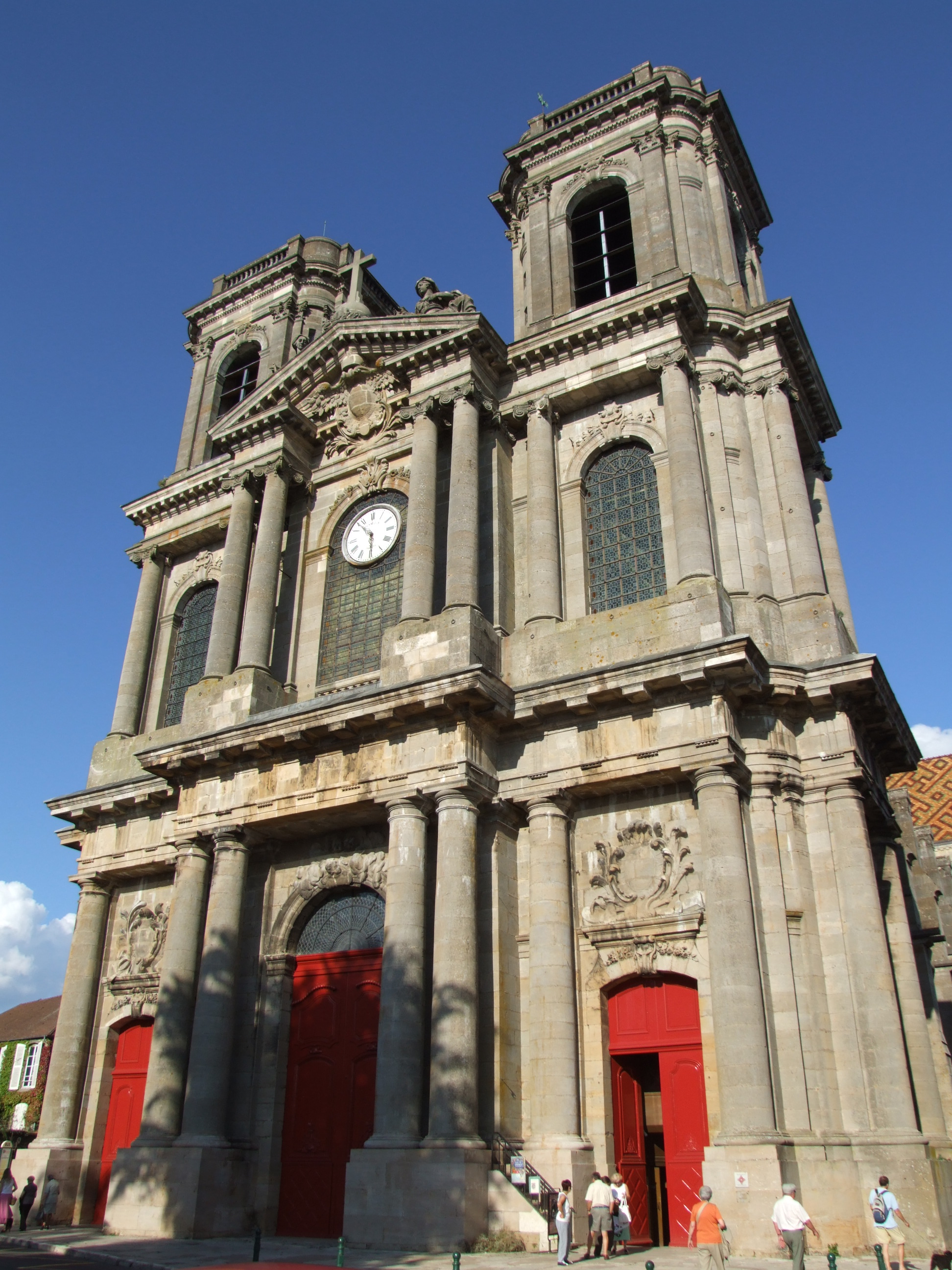
サン・マンメス聖堂
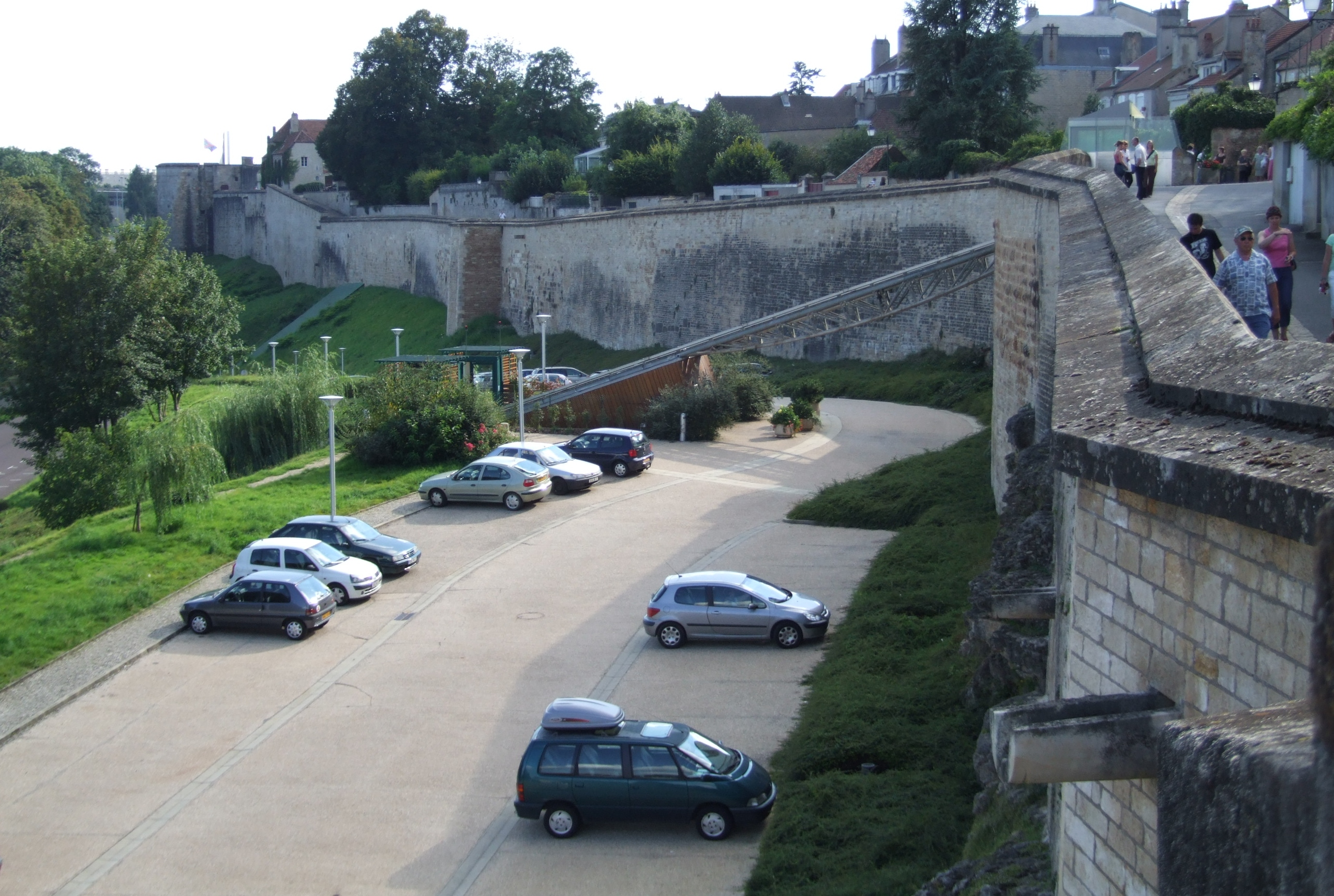
胸壁
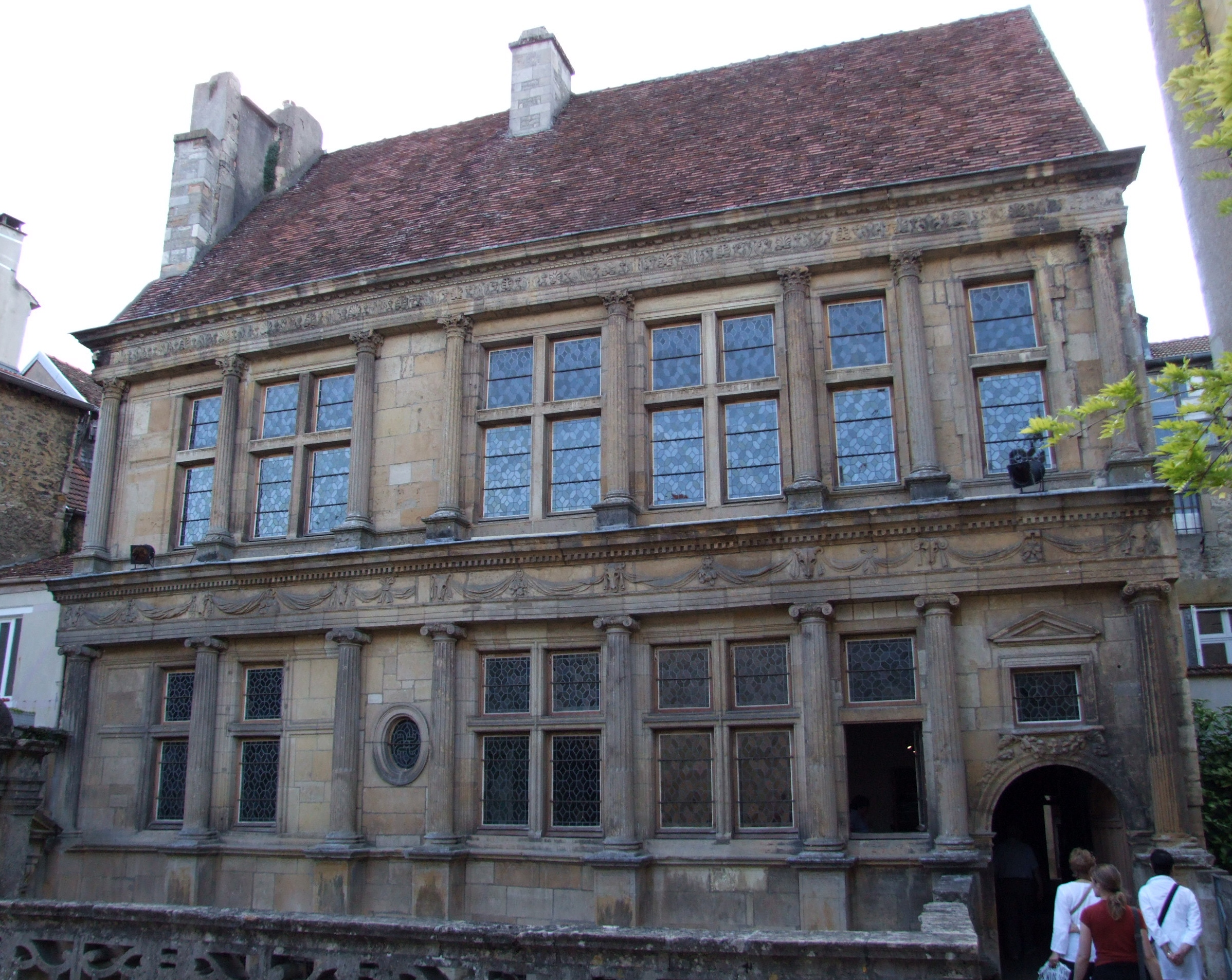
ルネサンス期の住宅
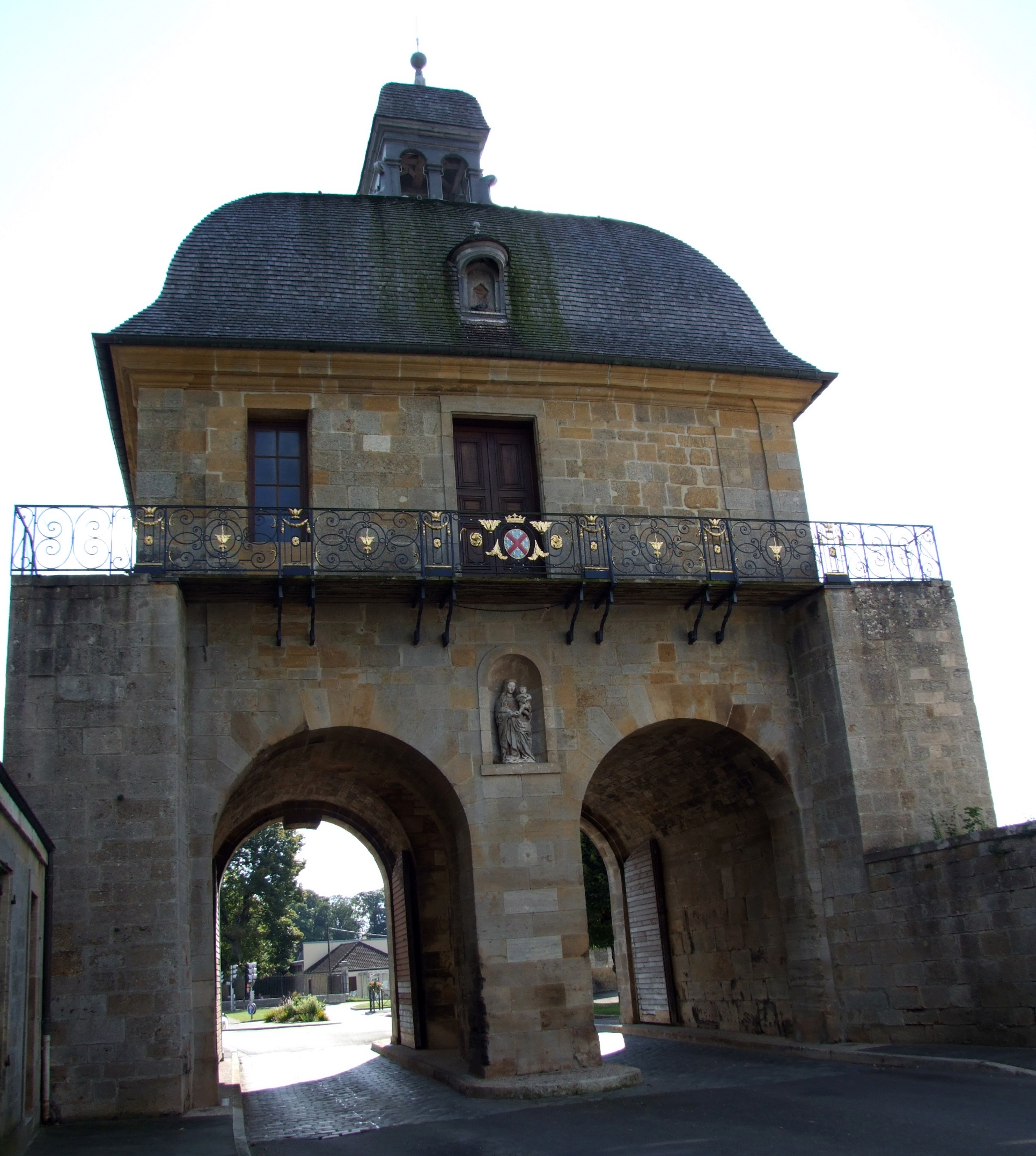
ムーラン門

## 特産品

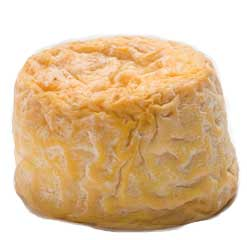
ラングル・チーズ

ラングル・チーズはAOC認定（1991年5月）のウォッシュチーズ。円筒状で、上部がくぼんでいるのが特長。外は白カビが生えている。中心部はやわらかい。洗って熟成が進むと明るい黄色から赤茶色の表皮となる。重量は大きなもので800g以上、小さなものは150g以上。

## 姉妹都市
- エルヴァンゲン、ドイツ
- アッビアテグラッソ、イタリア